# Campanya de la Costa del Golf
La campanya de la Costa del Golf o la conquesta espanyola de la Florida Occidental Britànica en la guerra de la Revolució Americana, va ser una sèrie d'operacions militars dirigides principalment pel governador de la Louisiana espanyola, Bernardo de Gálvez, contra la província britànica de Florida Occidental. Començat amb operacions contra posicions britàniques al riu Mississipi poc després que Gran Bretanya i Espanya anessin a la guerra el 1779, Gálvez va completar la conquesta de la Florida Occidental el 1781 amb el reeixit setge de Pensacola.

## Antecedents
Espanya va entrar oficialment a la guerra de la Revolució Americana el 8 de maig de 1779, amb una declaració formal de guerra del rei Carles III. Aquesta declaració va ser seguida per una altra, el 8 de juliol, que va autoritzar els seus súbdits colonials a participar en hostilitats contra els britànics. Quan Bernardo de Gálvez, el governador colonial de la Louisiana espanyola va tenir coneixement d'això el 21 de juliol, va començar immediatament a planificar en secret les operacions ofensives. Gálvez, que planejava la possibilitat d'entrar en guerra des del mes d'abril, va interceptar comunicacions dels britànics a Pensacola que indicaven que els britànics tenien previst un atac per sorpresa a Nova Orleans, i va decidir llançar primer el seu propi atac. Amb aquesta finalitat, va ocultar al públic la seva recepció de la segona declaració de guerra.

Possessions colonials a Amèrica del Nord en 1750
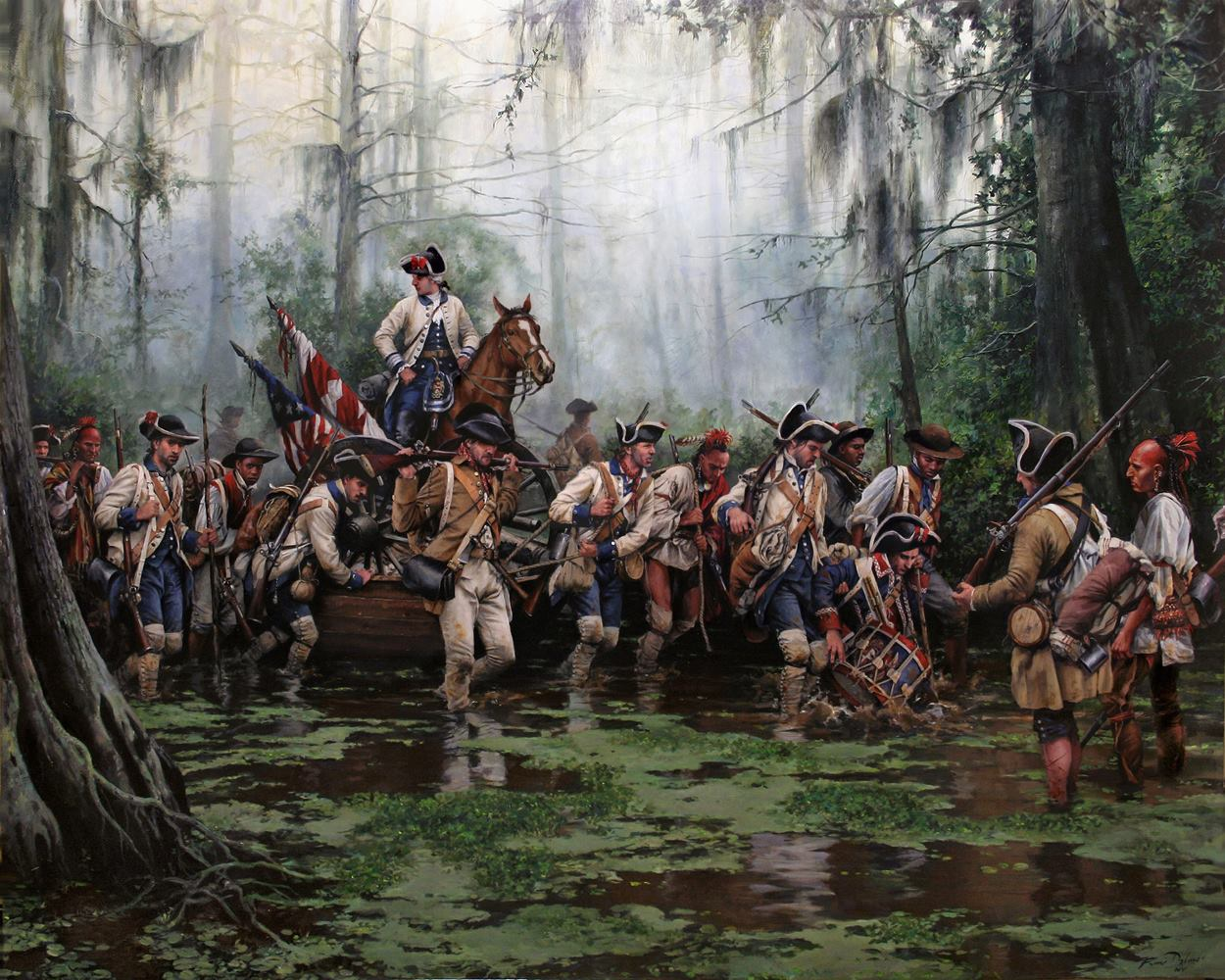
Pintura que representa l'avanç espanyol pel Baix Mississipi, de Augusto Ferrer-Dalmau
Fronteres nord-americanes proposades pel comte d'Aranda cap al final de la guerra d'Independència dels Estats Units d'Amèrica, 3 d'agost de 1782

## El control del Baix Mississipi
El 27 d'agost, Gálvez es va dirigir per terra cap a Baton Rouge, dirigint una força de 520 regulars (dels quals al voltant de dos terços van ser recentment reclutats), 60 milicians, 80 negres i mulats lliures, i 10 voluntaris anglo-americans encapçalats per Oliver Pollock. A mesura que anaven avançat, la força va créixer amb 600 homes més, inclosos els amerindis i els acadians. Al seu punt màxim, la força va superar els 1.400 homes; aquest nombre es va reduir a causa de les penúries de la marxa, en diversos centenars, abans que arribessin a Fort Bute.
A la matinada del 7 de setembre, aquesta força va atacar Fort Bute, una relíquia en decadència de la Guerra franco-índia, defensada per una força testimonial. Després d'una breu escaramussa en què va morir un alemany, la major part de la guarnició es va rendir. Els sis que van poder escapar es van dirigir cap a Baton Rouge per avisar a les tropes britàniques de la captura del fort.
Després de descansar uns quants dies, Gálvez va avançar cap a Baton Rouge, a només 24 km del Fort Bute. Quan Gálvez va arribar a Baton Rouge el 12 de setembre, va trobar el Fort New Richmond guarnit per més de 400 soldats de l'exèrcit regular i 150 milicians, sota el comandament general del tinent coronel Alexander Dickson. Després de nou dies de setge, Dickson es va rendir.
Gálvez va exigir i se li van concedir termes de la rendició que incloïen la capitulació dels 80 soldats de la infanteria regular de Fort Panmure (actualment Natchez, Mississipi), una posició ben fortificada que hauria estat difícil per a Gálvez prendre militarment. A l'endemà, Dickson va entregar 375 tropes de regulars; Gálvez va desarmar als milicians de Dickson i els va enviar a casa. Gálvez va enviar llavors un destacament de 50 homes per prendre el control de Panmure. Va dissoldre les seves pròpies companyies de milicians, va deixar una gran guarnició a Baton Rouge, i va tornar a Nova Orleans amb uns 50 homes.

## Mobile
A principis del 1780, Gálvez va emprendre una expedició per capturar Mobile (ciutat d'Alabama), que era un dels dos principals establiments militars britànics que van sorgir a la Florida Occidental, sent l'altre la capital, Pensacola. Reunint 750 homes a Nova Orleans, va navegar cap a Mobile l'11 de gener, arribant a la badia de Mobile el 9 de febrer després de ser retardat per les tempestes. El 20 de febrer se li va incorporar una força de reforç de 450 homes de l'Havana, però no va començar les operacions de setge fins al 1r de març. Després de 14 dies de bombardeig, es van trencar els murs de Fort Charlotte i el seu comandant, el capità Elias Durnford, es va rendir.
A la tardor de 1780, Gálvez va intentar capturar Pensacola, llançant la seva força naval des de Mobile, però la flota es va dispersar per un fort huracà. El que va quedar de la flota tornar a l'Havana o a Nova Orleans, i es va començar una expedició per al 1781.
Les autoritats britàniques de Pensacola van intentar augmentar les defenses de la Florida Occidental quan la guerra amb Espanya ja era imminent, però els escassos recursos destinats a la regió feien que el general John Campbell, comandant militar de Pensacola, hagués pogut fer poc per aturar l'avanç de Gálvez. A finals de 1780 va rebre alguns reforços, i va aconseguir reclutar una força important dels indis locals per reforçar les defenses de Pensacola. La destrucció de la flota de Gálvez el va encoratjar per intentar recuperar Mobile. El gener de 1781, va enviar més de 700 homes sota el comandament del capità Johann von Hanxleden, per avançar per terra. Aquesta força va ser derrotada quan va atacar una de les defenses espanyoles de Mobile, i el capità Hanxleden va morir durant l'atac. L'atac va obligar les autoritats espanyoles a Cuba a ampliar la guarnició de Mobile.

## Pensacola
Gálvez i les autoritats espanyoles a Cuba van tornar a llançar una expedició contra Pensacola el febrer de 1781. Amb forces que eventualment van arribar a ser uns 8.000 soldats, Gálvez, ajudat per les forces navals espanyoles i franceses, primer va bloquejar el port de Pensacola i després va iniciar les operacions de setge el 9 de març. Al 30 d'abril, els espanyols havien col·locat amb èxit canons que podien atacar plenament les principals defenses de Pensacola. Un tret afortunat de canó va impactar contra un magatzem de pólvora de les defenses exteriors el 8 de maig, i els espanyols ho van aprofitar ràpidament per a capturar aquella posició britànica.
Adonant-se que la seva posició ja no era assumible, John Campbell va obrir negociacions de rendició l'endemà. Els termes de la capitulació incloïen l'ocupació espanyola de tota la Florida Occidental Britànica.